# Екапистла
Екапистла (исп. Yecapixtla) — город и административный центр одноимённого муниципалитета в мексиканском штате Морелос. Численность населения, по данным переписи 2010 года, составила 16 811 человек.

## Общие сведения
Название Yecapixtla происходит из языка науатль и его можно перевести как: земля мужчин и женщин с острыми носами.
Поселение Екапистла было основано ольмеками задолго до колонизации Мексики. Первое упоминание о нём относится к 1325 году, когда сюда пришли паломники племени Тлауика.
В 1440 году поселение покоряет Монтесума I.
В 1521 году Екапистла захвачена войсками Эрнана Кортеса под предводительством Гонсало де Сандоваля.